# فنتون كيوغ
فنتون كيوغ (بالإنجليزية: Fenton Keogh)‏ هو طاهي أسترالي، ولد في 21 ديسمبر 1971.